# アセチルCoA
アセチルCoA （アセチルコエンザイムエー、アセチルコエー、Acetyl-CoA）は、アセチル補酵素Aの略で、化学式がC23H38P3N7O17Sで表される分子量が809.572 g/mol の有機化合物である。補酵素Aの末端のチオール基が酢酸とチオエステル結合したもので、主としてβ酸化やクエン酸回路、メバロン酸経路でみられる。メバロン酸経路では、テルペノイドは三分子のアセチルCoAを原料として合成される。
ヒトの体内では、消費されない過剰のアセチルCoAは、脂肪酸生合成の原料となり、中性脂肪を生成する（脂肪酸の合成の記事を参照）。そのため、アセチルCoAの代謝を抑制することで動脈硬化、高脂血症を防ぐ研究が進行中である。

## 代謝
アセチルCoAは、好気性細胞呼吸の第二段階目であるピルビン酸のピルビン酸デヒドロゲナーゼ複合体による脱炭酸によって生成する。この酵素反応はミトコンドリアのマトリックスで起こる。ここで生成したアセチルCoAはクエン酸回路へと加わる。

## クエン酸-ピルビン酸シャトル
ミトコンドリアから細胞質へアセチルCoAを輸送する回路。細胞質に輸送されたアセチルCoAは脂肪酸やテルペノイドの生合成などに利用される。
| 場所           | 基質                        | 生成物                      | 酵素                                        |
| -------------- | --------------------------- | --------------------------- | ------------------------------------------- |
| ミトコンドリア | アセチルCoA ＋ オキサロ酢酸 | クエン酸                    | クエン酸シンターゼ                          |
| 輸送体         | ミトコンドリアから          | 細胞質へ                    | クエン酸を輸送                              |
| 細胞質         | クエン酸                    | アセチルCoA ＋ オキサロ酢酸 | ATPクエン酸シンターゼ (ATPクエン酸リアーゼ) |
| 細胞質         | オキサロ酢酸 ＋ NADH        | リンゴ酸 ＋ NAD+            | リンゴ酸デヒドロゲナーゼ                    |
| 細胞質         | リンゴ酸 ＋ NADP+           | ピルビン酸 ＋ NADPH         | リンゴ酸酵素                                |
| 輸送体         | 細胞質から                  | ミトコンドリアへ            | ピルビン酸を輸送                            |
| ミトコンドリア | ピルビン酸                  | オキサロ酢酸                | ピルビン酸カルボキシラーゼ                  |
| ミトコンドリア | ピルビン酸 ＋ NAD+          | アセチルCoA ＋ NADH         | ピルビン酸デヒドロゲナーゼ複合体            |